# Hirkî, Novhorod-Siverskîi
Hirkî (în ucraineană Гірки) este un sat în comuna Dihtearivka din raionul Novhorod-Siverskîi, regiunea Cernihiv, Ucraina.

## Demografie
Componența lingvistică a localității Hirkî
     Ucraineană (83,96%)
     Rusă (16,04%)
Conform recensământului din 2001, majoritatea populației localității Hirkî era vorbitoare de ucraineană (83,96%), existând în minoritate și vorbitori de rusă (16,04%).